# Sprung in den Abgrund
Sprung in den Abgrund ist ein deutscher Action- und Kriminalfilm von und mit Harry Piel aus dem Jahre 1933.

## Handlung
Harry Peters ist Beauftragter einer Versicherungsgesellschaft und fährt gerade auf Skiern in ein Wintersportgebiet in den bayerischen Alpen, als er unterwegs einem mysteriösen Mann begegnet. Dieser versucht, allerdings vergebens, sein Gesicht vor Harrys Anblick zu verbergen. Als Peters an seinem Ziel, dem Palasthotel, ankommt, erfährt er, dass es oben auf dem Teufelsgrat zu einem tödlichen Unfall gekommen sein soll. Im Hotel trifft er auf eine alte Bekannte, Betty Bergen, die als Sekretärin in den Diensten des Generaldirektors Schenk steht. Außerdem macht Harry die Bekanntschaft des ominösen Baron Moll, der offensichtlich etwas zu verbergen hat. Harry erfährt, dass es sich bei dem am Teufelsgrat tödlich Verunglückten um einen gewissen Walter Volkmann handeln soll, einen Geschäftsmann, der bei der von Peters vertretenen Gesellschaft versichert war. Seine Firma soll sich, so munkelt man, in einer schweren Schieflage befunden haben. Nutznießer der Lebensversicherung ist, neben Eva Volkmann, seine mutmaßliche Witwe, und Volkmanns Kompagnon Schöning.
Harry Peters‘ Spürnase sagt ihm, dass hier etwas faul sein muss. In Begleitung des Bergführers Geiersbacher, der die tödlich verlaufene Bergtour geführt hatte, begeht er die mutmaßliche Absturzstelle. Auf der Suche nach der Leiche wird der Bergführer von einem Unbekannten überfallen und in einen Abgrund gestoßen, während Harry Peters nur ganz knapp entkommen kann. Nach weiteren Recherchen ahnt Peters, dass hinter dem Überfall und dem merkwürdigen Verschwinden Volkmanns jener Kompagnon und der undurchsichtige Baron Moll stecken müssen. Beide versuchen, Harry bei seinen Nachforschungen zu behindern so gut sie nur können. Bald ist Peters sich klar, dass es sich nicht um einen konstruierten „Skiunfall“ gehandelt haben kann, sondern vielmehr um einen Versicherungsbetrug. Volkmann lebt!
Als Eva Volkmann, Baron Moll und Kompagnon Schöning überstürzt abreisen, folgt er den dreien heimlich. Die sich von Anbeginn verdächtig verhaltenen Hotelgäste haben beschlossen, zu handeln, und das bedeutet: Volkmann muss sterben, damit es eine Leiche gibt – seine Leiche! Dafür fahren die Versicherungsbetrüger erneut in die Bergwelt. Peters folgt auf waghalsige Weise ihren Spuren im Schnee. Als Volkmann nun von Moll und Schöning zum Teufelsgrat geführt wird, da sie ihn von dort in den Abgrund stürzen wollen, greift Harry im letzten Moment ein. Ihm zu Hilfe kommen einige von Betty informierte Dorfbewohner, und nach einer handfesten Rauferei kann man die Gangster dingfest machen. Auch für Harry und Betty gibt es ein Happy End.

## Produktionsnotizen
Sprung in den Abgrund wurde komplett im Februar 1933 gedreht und am 30. März 1933 im Berliner UFA-Palast am Zoo uraufgeführt. In Österreich wurde der Film unter dem Titel Spuren im Schnee vertrieben. Der Außendrehort war die Zugspitze mit dem Schneefernerhaus. Nach dem Krieg wurde er erstmals am 6. November 1993 im Fernsehen auf SAT.1 ausgestrahlt.
Die Filmbauten stammen von Willi A. Herrmann und Artur Günther. Eugen Hrich sorgte für den Ton. Eigil Wangøe arbeitete bei dieser Produktion als Standfotograf.
Für die jüdischen Schauspieler Hermann Vallentin, Hermann Blaß und Georg John war dies der letzte Filmauftritt in Deutschland bzw. ihre Abschiedsvorstellung vor der Kamera überhaupt. Sprung in den Abgrund war eine der ersten Produktionen, die komplett im Dritten Reich entstanden.

## Kritiken
Die Österreichische Film-Zeitung schrieb nach der Berliner Premiere: "Harry Piel zeigt auch diesmal die Qualitäten, denen er seine Beliebtheit beim Publikum zu danken hat."
In Xenix.ch heißt es: „Harry Piel – Dynamit-Regisseur mit Vorliebe für explodierende Häuser und Brücken, offiziell nie gedoubelter Actiondarsteller – hat sich auch in diesem Film einiges einfallen lassen, um sein Publikum in Atem zu halten.“